# Texas (Hidalgo)
Texas es una localidad de México perteneciente al municipio de Atotonilco de Tula en el estado de Hidalgo.

## Geografía
Se encuentra en la región del Valle del Mezquital, a la localidad le corresponden las coordenadas geográficas 20° 1’ 36.792” de latitud norte y 99° 11’ 44.653” de longitud oeste, con una altitud de 2165 m s. n. m. Se encuentra a una distancia aproximada de 2.44 kilómetros al noreste de la cabecera municipal, Atotonilco de Tula.
En cuanto a fisiografía se encuentra dentro de la provincia de la Eje Neovolcánico dentro de la subprovincia de Llanuras y Sierras de Querétaro e Hidalgo; su terreno es de lomerío. En lo que respecta a la hidrografía se encuentra posicionado en la región Panuco, dentro de la cuenca del río Moctezuma, en la subcuenca del río Salado. Cuenta con un clima semiseco templado.

## Demografía
En 2020 registró una población de 908 personas, lo que corresponde al 1.45% de la población municipal. De los cuales 446 son hombres y 462 son mujeres. Tiene 263 viviendas particulares habitadas.
| Gráfica de evolución demográfica de Texas entre 1900 y 2020                                  |
|                                                                                              |
| Población de los censos y conteos del Instituto Nacional de Estadística y Geografía (INEGI). |

## Economía
La localidad tiene un grado de marginación bajo y un grado de rezago social muy bajo.